# Policja

Emblema de Policja.

Policja es el nombre en polaco que recibe la policía de Polonia.
La fuerza policial polaca fue conocida como Policja durante la Segunda República Polaca (1918-1939), y en la moderna Polonia postcomunista desde 1989. Su tamaño actual es de 100.000 efectivos.